# Starsiege
Starsiege é um jogo eletrônico de simulação de veículo ao estilo [mecha] desenvolvido pela Dynamix e lançado em 1999.  Starsiege  é ambientado em Metaltech / Earthsiege universo, que contém seus antecessores Earthsiege (1994), Battledrome (1994) e Earthsiege 2 (1996). Esse universo também inclui jogos de ação Hunter Hunted (1996), [carece de fontes?] jogos de estratégia Mission Force: Cyberstorm (1996) e Cyberstorm 2: Corporate Wars (1998). Também inclui as sequências Starsiege: Tribes (realmente lançadas antes de Starsiege) e todos os títulos subsequentes.
Em 2015, este jogo e o restante da série Metaltech / Tribes foram lançados como freeware pelos Hi-Rez Studios, mas Battledrome e Cyberstorm não foram.

## Gráfico
'Starsiege' ocorre no século 29, retratando o conflito entre a humanidade e as máquinas de guerra cibernética artificialmente inteligente. Apresentada em vários locais do sistema solar, a história examina tanto a agitação civil nas colônias quanto uma invasão genocida do tipo tudo ou nada pelas máquinas. O Bipedal mecha conhecido como HERCs é o principal pilar do combate no solo e o foco da jogabilidade.
A humanidade está nominalmente unida em um império interplanetário, liderado da Terra pelo imperador imortal Salomão Petresun. A política da Petresun é a defesa da Terra a todo custo. Enquanto a Terra é próspera e bem protegida, as colônias de Luna, Marte e Vênus sofrem com regulamentações e cotas de produção cada vez mais severas. As unidades de combate do Império são representadas pela Polícia Imperial, Força de Defesa Terráquea e Cavaleiros Imperiais. O antigo grupo paramilitar é responsável por manter a ordem nas colônias. A Força de Defesa Terráquea é o exército padrão com bases de Mercúrio a Titã. Os Cavaleiros, liderados pelo Grão-Mestre Caanon Weathers, são a elite dos militares e recebem os melhores pilotos e equipamentos.
A desigualdade entre as colônias e a Terra fomenta a rebelião. Em 2802, existem dois movimentos de guerrilha em Marte, um que se concentra na destruição e captura de infra-estrutura e suprimentos imperiais e outro com o objetivo de matar pessoal e simpatizantes imperiais. Ambos os grupos operam a partir de bases subterrâneas e se contentam com HERCs e tanques de mineração modificados. Os rebeldes compensaram parcialmente suas desvantagens com armas superiores retiradas do alienígena "Tharsis Cache"; um estoque subterrâneo de tecnologia alienígena descoberta por rebeldes enquanto cavava novos túneis. Eventualmente, a rebelião se torna grande demais para a polícia conter e os Cavaleiros são enviados para Marte para esmagar a insurreição.
Os Cybrids são uma raça de robôs sencientes responsáveis pelo primeiro Earthsiege. Eles são liderados pelo primeiro Cybrid, Prometeu, que é reverenciado com status de deus. Os Cybrids se estabeleceram no sistema solar externo após serem derrotados dois séculos antes, durante o primeiro terremoto. Desde então, eles construíram suas forças para outra tentativa de destruir a humanidade e reivindicar a Terra por conta própria. Como os rebeldes marcianos, os Cybrids descobrem seu próprio esconderijo de armas alienígenas e o adaptam ao uso, mas seu esconderijo é inferior ao cache de Tharsis.
O jogo oferece campanhas de duas histórias, com finais diferentes. A campanha Human coloca o jogador no controle de um rebelde marciano, lutando inicialmente contra o Império antes que a humanidade se unisse contra a invasão Cybrid no meio da campanha. A campanha humana culmina em um ataque a Prometeu em Plutão. A campanha Cybrid começa com sua invasão através das colônias externas e prossegue para a Terra, terminando em um ataque ao palácio imperial para matar Petresun.

## Jogabilidade
Como simulação,  Starsiege  oferece aos jogadores a capacidade de pilotar uma grande variedade de máquinas de guerra bípedes massivas conhecidas como Unidade de Combate Roboticizada de Emulação Humaniforme com Navegação Articulada por Pernas (ou HERCULAN). (HERCs) para abreviar), bem como vários tanques. Situado em 2829, o 'Starsiege' contém uma variedade de tecnologias avançadas e inúmeras atualizações estão disponíveis para cada veículo. 'Starsiege' ocorre em vários planetas e luas no sistema solar, oferecendo uma variedade de locais diferentes ao longo do jogo e em batalhas multiplayer, incluindo Terra, Titã, Luna, Marte, Vênus e Mercúrio. Existem duas campanhas, Human e Cybrid.
A jogabilidade em 'Starsiege' gira em torno de combate mecanizado - pilotando HERCs e tanques em combate contra veículos opostos. Ambos os tipos de veículos podem ser controlados por qualquer combinação de teclado, joystick ou entrada do mouse. A Starsiege abandonou a mecânica de jogo "torso-torção" comum em muitas simulações de mecha (incluindo jogos anteriores da série), um recurso que normalmente permite ao usuário girar a parte superior do corpo do HERC independentemente de suas pernas. No Starsiege, a orientação do tronco é fixada para frente, mas o jogador pode mover a partícula objetiva pela tela com um mouse, um recurso GameSpot comparado a jogar um jogo de tiro em primeira pessoa. Nas duas campanhas, o jogador recebe eventualmente companheiros de esquadrão e pode emitir comandos básicos para eles.
Cada veículo tem um desempenho único, embora isso possa ser modificado um pouco através da personalização de peças. Tanques e HERCs utilizam armaduras para defesa, mas HERCs também podem equipar escudos recarregáveis para proteção adicional. Outras opções de peças incluem armas, mecanismos e reforços do motor.A personalização do veículo do jogador é um elemento importante da jogabilidade, principalmente no modo multijogador - é necessário um equilíbrio adequado entre todos os componentes para garantir ao jogador uma chance razoável de sucesso.
A jogabilidade multiplayer inclui modos clássicos deathmatch, deathmatch de equipe e capture a bandeira.

## Recepção
Em fevereiro de 1999, a Dynamix anunciou que lançaria o 'Starsiege' com uma remessa de 250.000 unidades para os varejistas. Nos Estados Unidos, vendeu 36.000 unidades até o final de julho de 1999, de acordo com PC Data. Chamando esses números de "lamentáveis", Mark Asher, do CNET Gamecenter, escreveu que "Sierra deu um grande empurrão nesse jogo e ele simplesmente não vendeu, e agora a maior parte do Dynamix se foi."
 Starsiege  recebeu "críticas geralmente favoráveis" de acordo com o site agregação de análises GameRankings.IGN destacou o pacote bem apresentado e cenas, paisagens graficamente impressionantes (embora esparsas), controles intuitivos e a longevidade do modo multiplayer. Os efeitos sonoros mínimos foram criticados, com dublagens confusas e alguns dos modelos humanos de HERC foram considerados um pouco sem graça e genéricos. A GameSpot disse: "Starsiege traz nova vida a gênero desprovido disso, mesmo que não consiga realmente tirar os sims de robôs da rotina a longo prazo ".
 Next Generation revisou a versão para PC do jogo, classificando-a em quatro estrelas em cinco, e afirmou que " Starsiege  é um sucessor digno do  Earthsiege série  e deve ser tão atraente para os fãs de  Heavy Gear  ou  Mechwarrior II ."
 CNET Gamecenter nomeou  Starsiege  pelo prêmio de "Melhor simulação de ficção científica" de 1999, mas deu o prêmio a  MechWarrior 3 .

## Sequências
O jogo Starsiege: Tribes  (1998; lançado antes de Starsiege),  Tribes 2  (2001),  Tribes Aerial Assault  (2002),  Tribes: Vengeance  (2004) e  Tribes: Ascend (2012)  seguiram este jogo.
'Starsiege 2845'  era um jogo em desenvolvimento desde 2003 a 2007. Assim como o jogo Tribes Universe, desenvolvido em 2010-2011, ele estagnou em hiato e não foi concluído.
Em 2015, o jogo foi empacotado com Starsiege: Tribes e lançado como freeware pela Hi-Rez Studios.